# Iráni riál
A riál Irán hivatalos pénzneme.

## Története

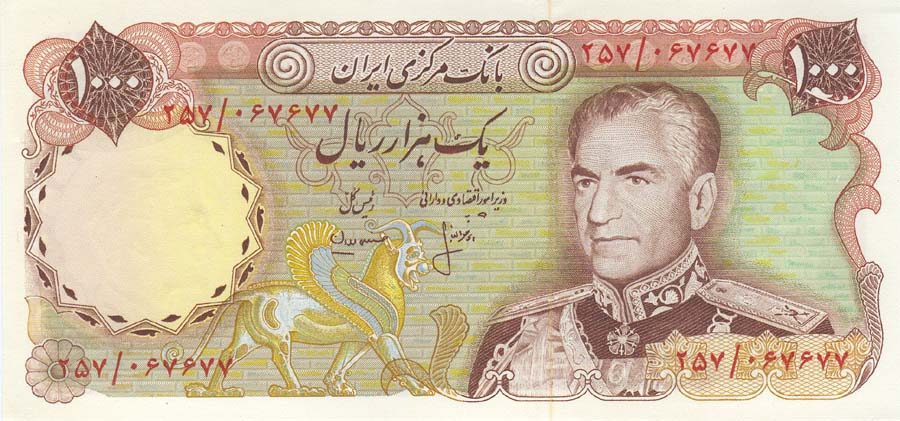
Az iszlám forradalom előtt kibocsátott 1974-es típusú 1000 riálos bankjegy Mohammad Reza Pahlavi sah katonai díszegyenruhás portréjával. Ebben a szériában 20, 50, 100, 200, 500, 1000, 5000 és 10 000 riálos címleteket bocsátottak ki. Uralma alatt az iráni riál valamennyi bankjegyén ő szerepelt, összesen tizenhárom szériában, kilencféle sah portréval. A bankjegyeket a monarchia alatt 1974-ig a brit Harrison cég, aztán a szintén brit Thomas de La Rue nyomtatta

Az iráni riál a Pahlavi monarchia (1925-1979) idején stabil, értékálló fizetőeszköznek bizonyult, azonban az iszlám forradalom győzelme óta folyamatosan krónikus infláció gyötri.
2012-ben az Iránt sújtó embargó miatt, nehezen tudnak dollárhoz és euróhoz jutni, ezért jelentősen csökkentek a jegybanki devizatartalékok. Ennek következtében 2012 január és szeptember között 60%-kal értékelődött le a riál. Ez év augusztusában 12 260 riál volt az amerikai dollár hivatalos árfolyama, de a feketepiacon 25 650 riált kellett fizetni. Október első két napján pedig 25%-ot veszített a nemzeti valuta az értékéből. Azóta folyamatosan veszít értékéből az iráni riál. 2018 elején 43 000 riál volt 1 amerikai dollár, szeptemberben már 129 000 riál. Az amerikai szankciók miatt további értékvesztésre számítanak a szakértők.
2019 júliusában bejelentették, hogy a magas infláció miatt új pénznemet vezetnek be, az iráni tománt, ami 1925-ig volt az ország fizetőeszköze. 1 toman 10 000 riált fog érni.

## Érmék
| Névérték   | Műszaki paraméterek | Műszaki paraméterek | Műszaki paraméterek | Műszaki paraméterek    | Leírás | Leírás                               | Leírás                                                                | dátumok           | dátumok     |
| Névérték   | Átmérő              | Vastagság           | Tömeg               | Összetétel             | Perem  | Előlap                               | Hátlap                                                                | Kibocsátás        | Visszavonás |
| ---------- | ------------------- | ------------------- | ------------------- | ---------------------- | ------ | ------------------------------------ | --------------------------------------------------------------------- | ----------------- | ----------- |
| 50 riál    | 20,2 mm             | 1,3 mm              | 3,5 g               | réz, nikkel, alumínium | ?      | az érték perzsául                    | Hazrat Masumah sírhelye                                               | 2004. október 28. | forgalomban |
| 100 riál   | 22,95 mm            | 1,36 mm             | 4,6 g               | réz, nikkel, alumínium | ?      | az érték perzsául                    | Reza imám sírhelye                                                    | 2004. október 28. | forgalomban |
| 250 riál   | 18,8 mm             | ?                   | 2,8 g               | réz, nikkel, alumínium | ?      | az érték perzsául                    | gránátalma virága                                                     | 2009 február      | forgalomban |
| 500 riál   | 20,8 mm             | ?                   | 3,9 g               | réz, nikkel, alumínium | ?      | az érték perzsául, 12 virág          | 12 virág, mitológiai madár                                            | 2009 február      | forgalomban |
| 1000 riál  | 23,7 mm             | ?                   | 5,8 g               | réz, nikkel, alumínium | ?      | Damavand-hegy, névérték              | Khajoo-híd és a nap                                                   | 2009 február      | forgalomban |
| 2000 riál  | 26,3 mm             | ?                   | 6,8 g               | réz, nikkel, cink      | recés  | névérték, "Iráni Iszlám Köztársaság" | Reza imám sírhelye                                                    | 2010              | forgalomban |
| 5 000 riál | 29,3 mm             | ?                   | 10,1 g              | réz, nikkel, cink      | recés  | névérték, "Iráni Iszlám Köztársaság  | az Iráni Iszlám Köztársaság nemzeti bank alapításának 50. évfordulója | 2010              | forgalomban |

## Emlékérmék
1989 óta számos emlékérmét adtak ki:
| Névérték  | Műszaki paraméterek | Műszaki paraméterek | Műszaki paraméterek    | Leírás                                                                | Leírás                                                      | Kibocsátás         | Kibocsátás alkalma                             |
| Névérték  | Átmérő              | Tömeg               | Összetétel             | Előlap                                                                | Hátlap                                                      | Kibocsátás         | Kibocsátás alkalma                             |
| --------- | ------------------- | ------------------- | ---------------------- | --------------------------------------------------------------------- | ----------------------------------------------------------- | ------------------ | ---------------------------------------------- |
| 500 riál  | 20,3 mm             | 3,5 g               | réz, nikkel, alumínium | névérték, búzakéve                                                    | tulipánok, Khorramshahr Isten felszabadítója                | 2004. május 24.    | Khorramshahr felszabadításának évfordulója     |
| 1000 riál | 23,7 mm             | 5,8 g               | réz, nikkel, alumínium | Damavand-hegy, megemlékezés a Világ Statisztikai Napjára című felirat | a Központi Bank alapítványának 50. évfordulója című felirat | 2010. október 20.  | megemlékezés a Világ Statisztikai Napjára      |
| 1000 riál | 23 mm               | 4,6 g               | réz, nikkel, alumínium | névérték, búzakéve                                                    | Kába-kő, 12 virág, Eid-e Qurban felirat                     | 2010. november 17. | Eid-e Qurban                                   |
| 1000 riál | 23 mm               | 4,6 g               | réz, nikkel, alumínium | névérték, búzakéve                                                    | Ali imám stilizált neve, 12 virág                           | 2010. november 17. | Eid-e Qadir Khome                              |
| 1000 riál | 23 mm               | 4,6 g               | réz, nikkel, alumínium | névérték, búzakéve                                                    | Nimeh Sha'aban fársziul, nárcisz                            | 2011. július 17.   | Mahdi imám születésnapjának évfordulója        |
| 2000 riál | 26,3 mm             | 6,8 g               | réz, nikkel, alumínium | névérték, búzakéve                                                    | 1339-1389 évszámok alul, Reza imám emlékműve                | 2010. augusztus 9. | a Központi Bank alapítványának 50. évfordulója |
| 5000 riál | 29,3 mm             | 10,1 g              | réz, nikkel, alumínium | névérték, búzakéve                                                    | 1339-1389 évszámok alul, Reza imám emlékműve                | 2010. augusztus 9. | a Központi Bank alapítványának 50. évfordulója |
| 5000 riál | 28,3 mm             | 12 g                | réz, nikkel, alumínium | névérték, búzakéve                                                    | két virág, Szent Mohammed születésnapja felirat             | 2011. február 11.  | az egység hete                                 |

## Bankjegyek

### 1992-es sorozat
2010. június 22-én új, 100 000 riálos bankjegyet vezetnek be.
2013 márciusában bejelentették, hogy 200 000 és 500 000 riálos bankjegyet fog kibocsátani a központi bank.
2017. február 9-én bejelentették, hogy új 10 000 riálos bankjegyet bocsátanak ki kisebb méretben.
| Névérték     | Méret       | Szín             | Leírás                   | Leírás                    |
| Névérték     | Méret       | Szín             | Előoldal                 | Hátoldal                  |
| ------------ | ----------- | ---------------- | ------------------------ | ------------------------- |
| 100 riál     | 130 x 67 mm | ibolya           | Sajjid Hasszán ajatollah | az Iszlám Gyűlés épülete  |
| 200 riál     | 136 x 69 mm | zöld             | Yazd mecsete             | parasztok, traktor        |
| 500 riál     | 142 x 71 mm | szürkészöld      | imádkozó emberek         | a Teheráni Egyetem kapuja |
| 1000 riál    | 148 x 73 mm | barna, sárga     | Ruholláh Homeini         | az Al-Aqsa mecset         |
| 2000 riál    | 151 x 74 mm | kék, sárga       | Ruholláh Homeini         | a Kába-kő Mekkában        |
| 5 000 riál   | 154 x 75 mm | barna, narancs   | Ruholláh Homeini         | virágok, madarak          |
| 10 000 riál  | 160 x 77 mm | kék, zöld, barna | Ruholláh Homeini         | Damávand                  |
| 20 000 riál  | 163 x 78 mm | kék              | Ruholláh Homeini         | Iszfahán                  |
| 50 000 riál  | 166 x 79 mm | narancs          | Ruholláh Homeini         | Irán térképe              |
| 100 000 riál | 166 x 79 mm | zöld             | Ruholláh Homeini         | Rózsa-kert                |

### Átmeneti bankjegyek
Az iráni tománra való átváltás első jeleként átmeneti bankjegyeket bocsátottak ki 2019-ben.
| Névérték              | Méret       | Szín   | Leírás           | Leírás                         |
| Névérték              | Méret       | Szín   | Előoldal         | Hátoldal                       |
| --------------------- | ----------- | ------ | ---------------- | ------------------------------ |
| 10.000 riál/1 tomán   | 156 x 71 mm | szürke | Ruholláh Homeini | Avicenna Mauzóleuma Hamadánban |
| 20.000 riál/2 tomán   | 156 x 71 mm | kék    | Ruholláh Homeini | Maqbaratoshoara Tabrizban      |
| 50.000 riál/5 tomán   | 156 x 71 mm | ibolya | Ruholláh Homeini | Háfez sírja Sirázban           |
| 100.000 riál/10 tomán | 156 x 71 mm | zöld   | Ruholláh Homeini | Szaadi sírja Sirázban          |

## Csekkek
| Névérték             | Méret       | Szín   | Leírás                                | Leírás                 | Dátumok        | Dátumok     |
| Névérték             | Méret       | Szín   | Előoldal                              | Hátoldal               | Kibocsátás     | Visszavonás |
| -------------------- | ----------- | ------ | ------------------------------------- | ---------------------- | -------------- | ----------- |
| 500 000 riál-csekk   | 140 x 68 mm | ibolya | Imam Reza-szentély, minaret Mashadban | Esmail Talayi-szökőkút | 2014. december | forgalomban |
| 1 000 000 riál-csekk |             |        |                                       |                        | 2014. december | forgalomban |

## Galéria

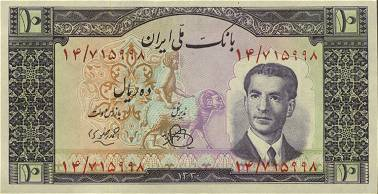
1951 és 1953 között kibocsátott 10 riálos bankjegy Mohammad Reza Pahlavi sah portréjával.
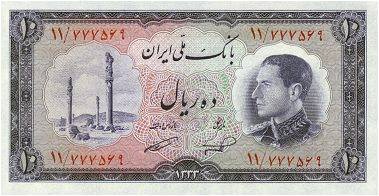
1954 és 1957 között kibocsátott 10 riálos bankjegy Mohammad Reza Pahlavi sah portréjával.
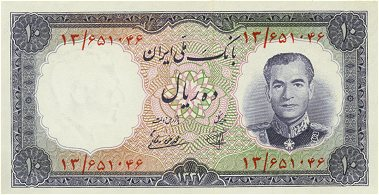
1958 és 1965 között kibocsátott 10 riálos bankjegy Mohammad Reza Pahlavi sah portréjával.
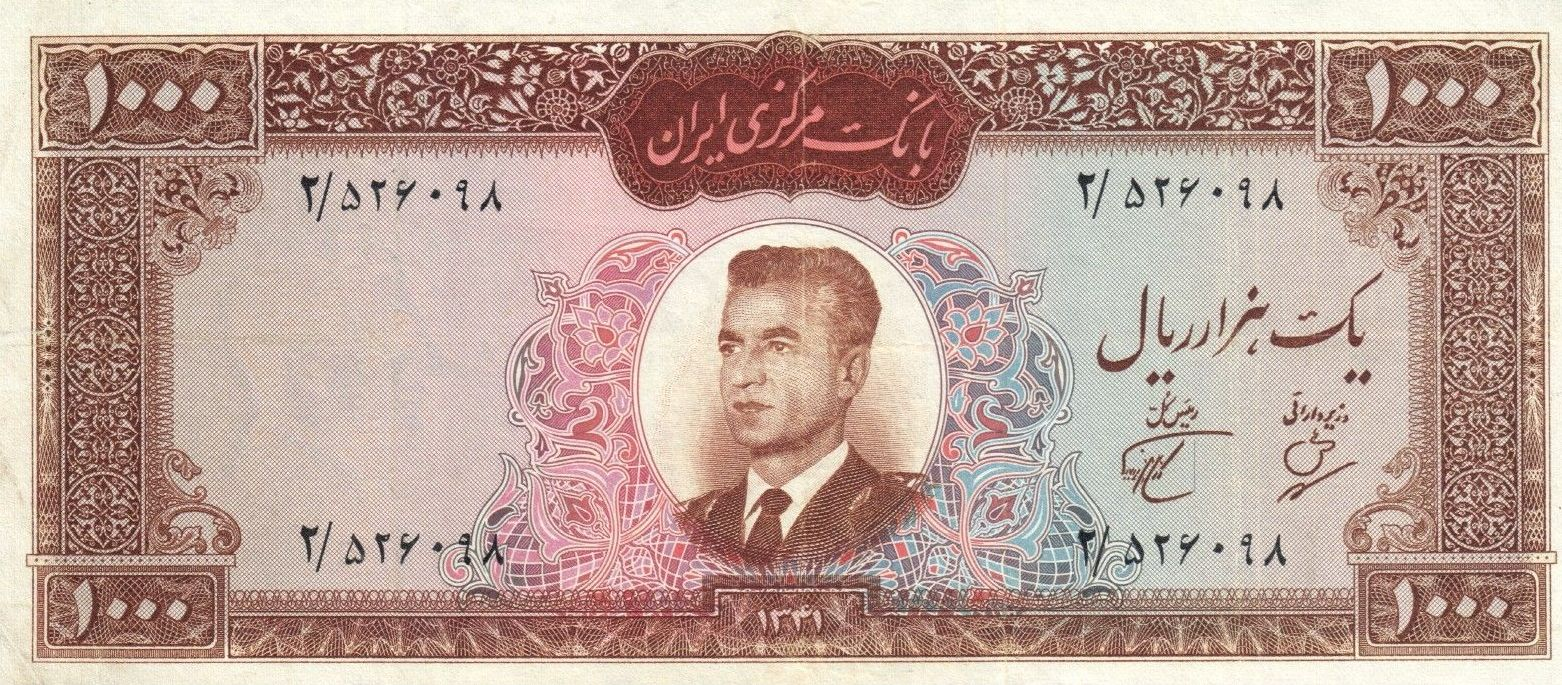
1962 és 1968 között kibocsátott 1000 riálos bankjegy Mohammad Reza Pahlavi sah portréjával. Mérete: 180 x 80 mm.
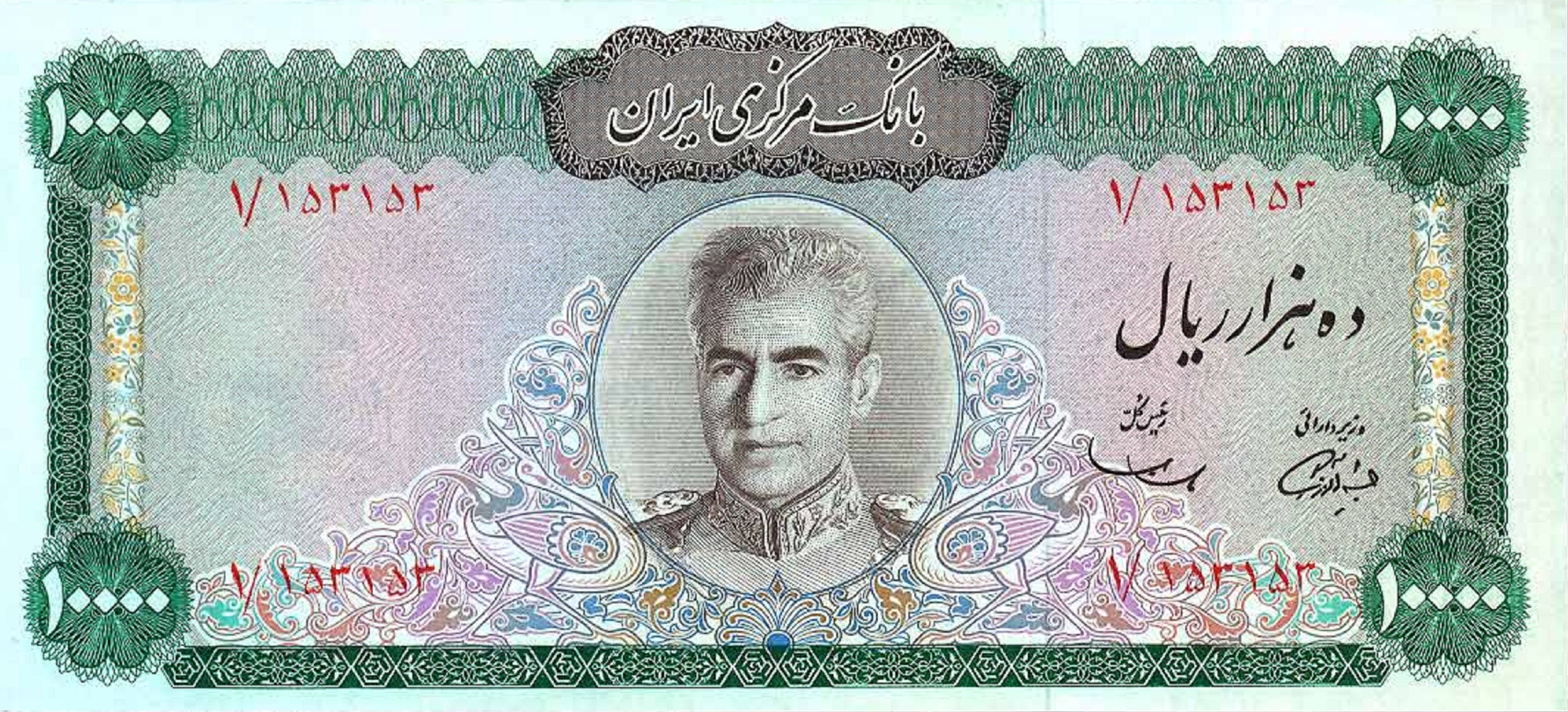
1971 és 1973 között kibocsátott 10 000 riálos bankjegy Mohammad Reza Pahlavi sah portréjával.
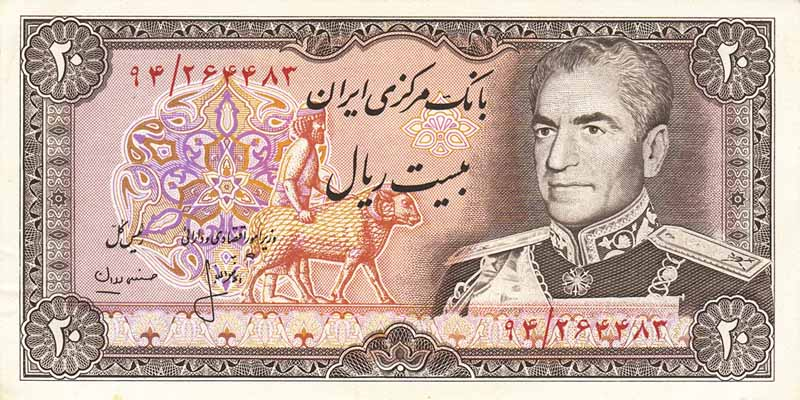
1974 és 1979 között kibocsátott 20 riálos bankjegy Mohammad Reza Pahlavi sah portréjával.
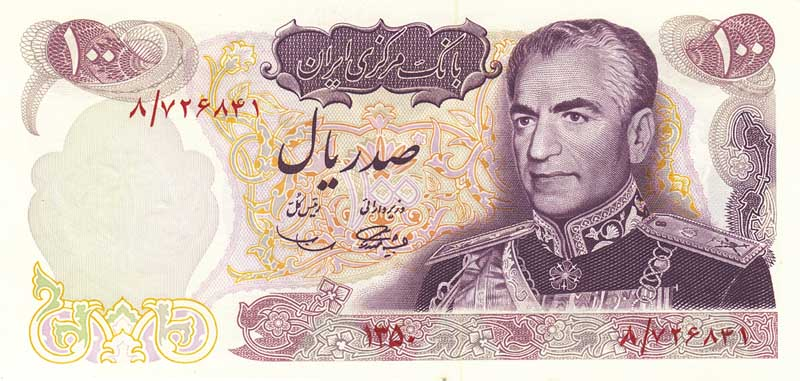
1971-ben, a Perzsa Birodalom megalapításának 2500. évfordulójára kibocsátott 100 riálos emlékbankjegy Mohammad Reza Pahlavi sah portréjával.
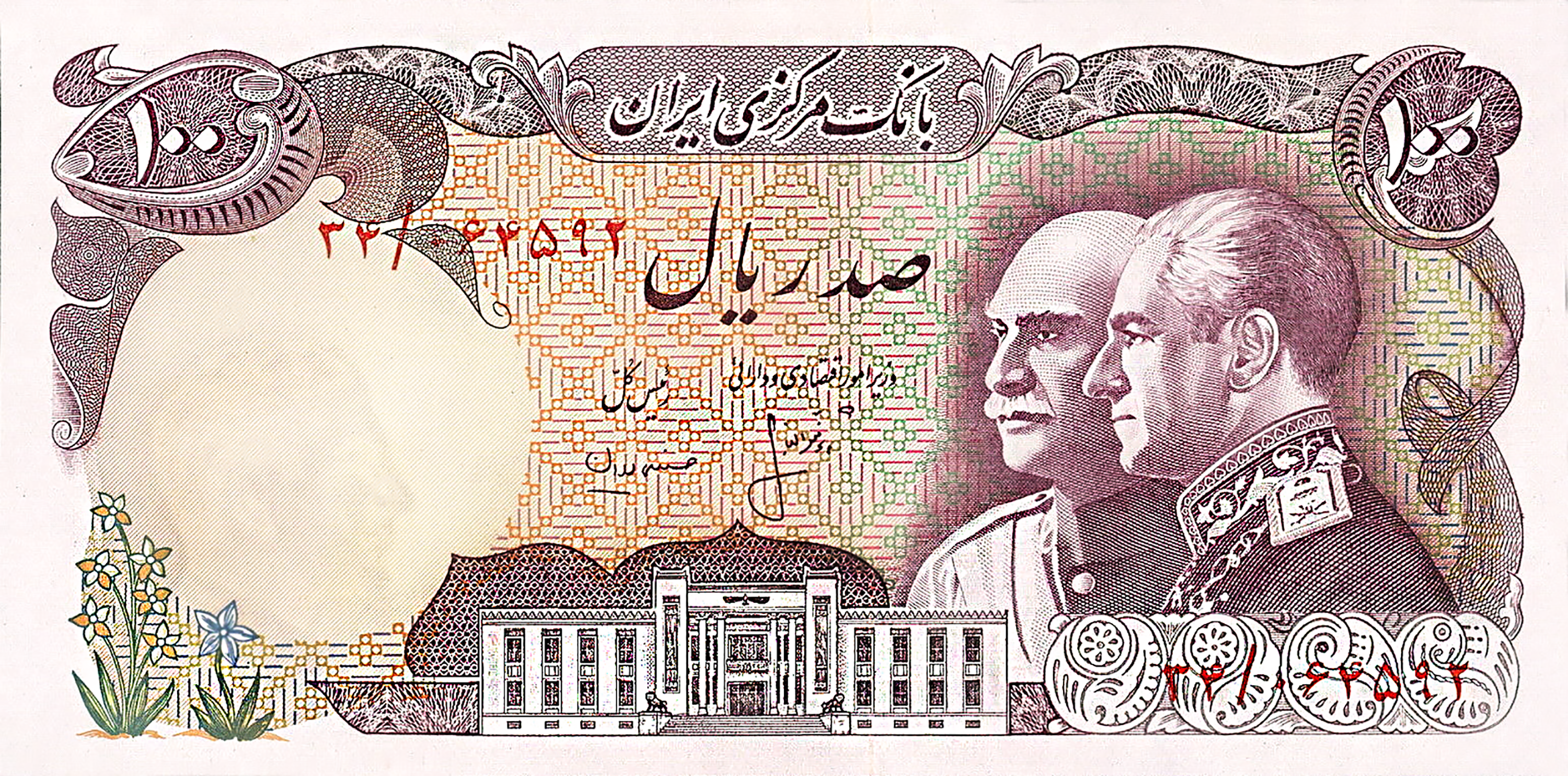
1976-ban kibocsátott 100 riálos emlékbankjegy, melyet a Pahlavi dinasztia fennállásának 50. évfordulójára bocsátottak ki Reza Pahlavi és fia, Mohammad Reza Pahlavi portréjával.
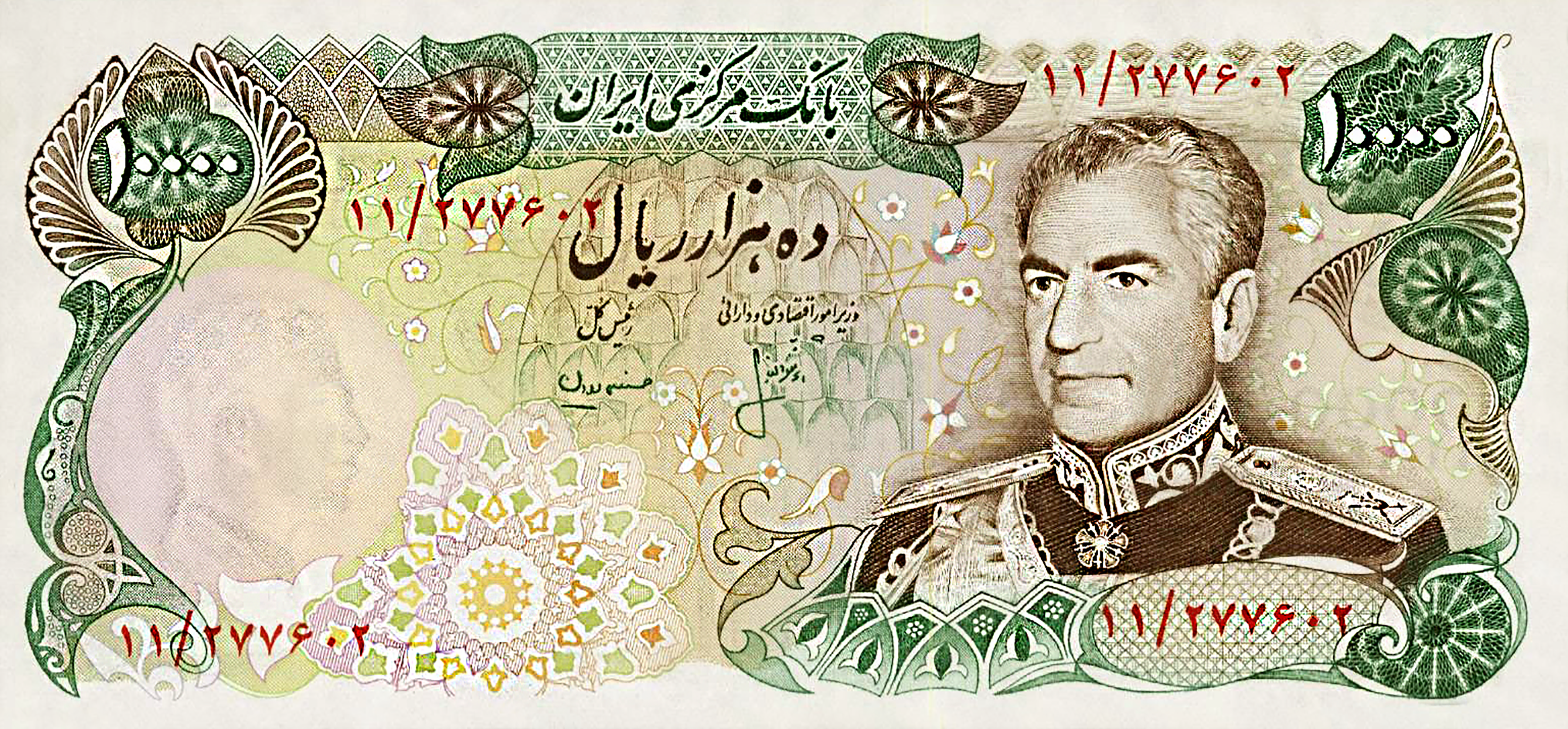
1974 és 1979 között kibocsátott 10 000 riálos bankjegy Mohammad Reza Pahlavi sah portréjával, 1978-ban 150 amerikai dollárt ért.